# Smyra aexonia
Smyra aexonia là một loài bướm đêm trong họ Erebidae.